# مالوری ۶۸۲۴
سیارک ۶۸۲۴ (به انگلیسی: 6824 Mallory، نامگذاری:1988RE2) شش هزار و هشتصد و بیست و چهارمین سیارک کشف شده‌است که در ۸ سپتامبر ۱۹۸۸ کشف شد.
قدر مطلق سیارک برابر ۱۲٫۹۰ است.